# Muruam
Los Muruam, también llamados Moroame o Moruame fueron una banda tribal de indígenas coahuiltecos que vivían cerca de la costa en el actual estado de Texas y que fueron evangelizados en la misión San Francisco Solano cerca de la actual Eagle Pass desde el año 1707 y en San Antonio del Valero entre 1721 y 1775.

## Confusión con los Mariame
Cuando Álvar Núñez Cabeza de Vaca pasó por la zona encontró un grupo de nativos a los que él llamó Mariame, por lo que se ha desatado polémica sobre si éstos son los mismos que los Muruam, sin embargo es poco probable porque esta hipótesis solo se fundamenta en la similitúd fonética entre los dos nómbres y no en evidencia histórica o geográfica.